# شاپور باوندی
شاپور یکی از حاکمان نخستین شاخه‌ی دودمان باوندیان در طبرستان بود. وی پس از پدرش، شهریار یکم باوندی، به اسپهبدی طبرستان دست یافت و در سال ۸۲۵ میلادی بر تخت نشست. در این هنگام مازیار که شاهزاده‌ی شکست‌خورده‌ی قارنوندیان بود، به کمک عباسیان به طبرستان بازگشت و شاپور را زندانی نمود.